# Zelo Surrigone
Zelo Surrigone (Zél in dialetto milanese) è una frazione geografica di 1 872 abitanti del comune di Vermezzo con Zelo nella città metropolitana di Milano in Lombardia.

## Geografia fisica
Con i comuni di Calvignasco (anch'esso della città metropolitana di Milano)  e di Alzano Scrivia (provincia di Alessandria), poteva essere considerato il comune più pianeggiante d'Italia, essendo il dislivello massimo del territorio comunale pari a 1 metro. Confinava con Gudo Visconti, Morimondo e Vermezzo.

## Origini del nome
Il nome trae origine dal latino agellum, piccolo campo, probabilmente dovuto al fatto che si trattava di un podere ricevuto come liquidazione da un veterano di epoca romana, e da Serugono dal nome di una nobile famiglia medioevale della zona.

## Storia
In età napoleonica Zelo formò un'unione comunale con Vermezzo, cui partecipò brevemente anche Gudo Visconti.
Dall'8 febbraio 2019 si è fuso col vicino comune di Vermezzo per formare il nuovo comune di Vermezzo con Zelo, riproponendo l’idea napoleonica due secoli dopo.

### Simboli
Lo stemma di Zelo Surrigone era stato concesso con decreto del presidente della Repubblica del 20 settembre 1977.
La figura del castello deriverebbe dalla storica presenza sul territorio di un antico castello quattrocentesco di proprietà della famiglia Avogadro di Rosate; il braccio che impugna il gonfalone è ripreso dal blasone della famiglia milanese dei Confalonieri che possedeva una villa settecentesca nel centro dell'abitato.
Il gonfalone era un drappo di bianco.

## Monumenti e luoghi d'interesse

### Architetture religiose

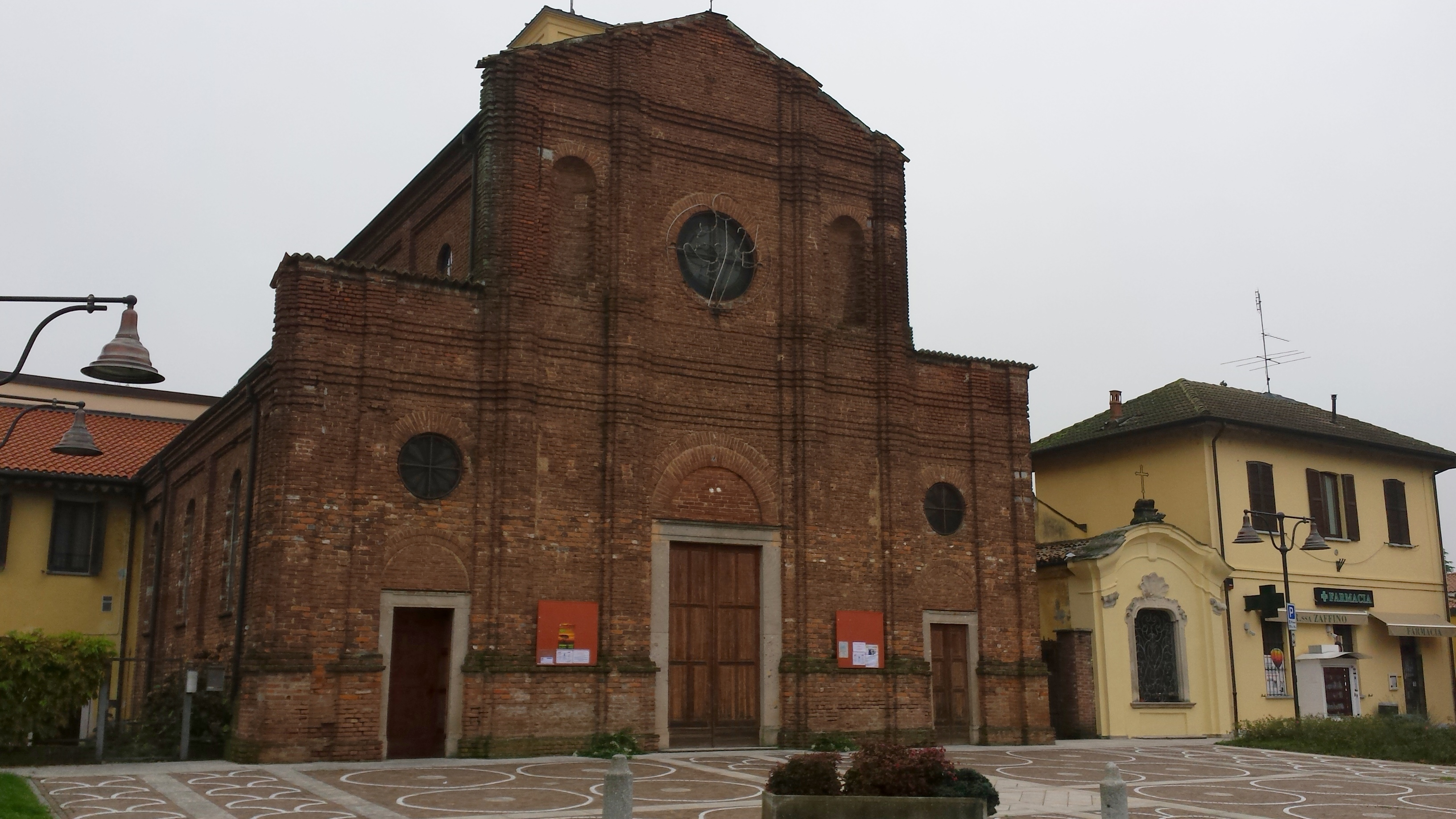
Chiesa di Santa Giuliana

#### Santa Giuliana
La chiesa parrocchiale di Santa Giuliana si presenta oggi nelle forme rustiche della ricostruzione dell'edificio operata nel 1897, mai del tutto completata. La chiesa originaria era però di molto più antica: è già citata in alcuni documenti attorno al 1000.

#### Cappella di San Giuseppe
La struttura è un piccolo edificio separato e a destra della chiesa di Santa Giuliana. Nato inizialmente come ossario del cimitero originariamente adiacente alla chiesa parrocchiale. Per tale motivo l'ingresso non si affaccia sulla piazza della chiesa ma si trova sul lato opposto: sul lato della piazza è presente unicamente una finestra su un'edicola votiva aggiunta alla cappella dopo la demolizione del muro perimetrale del cimitero.

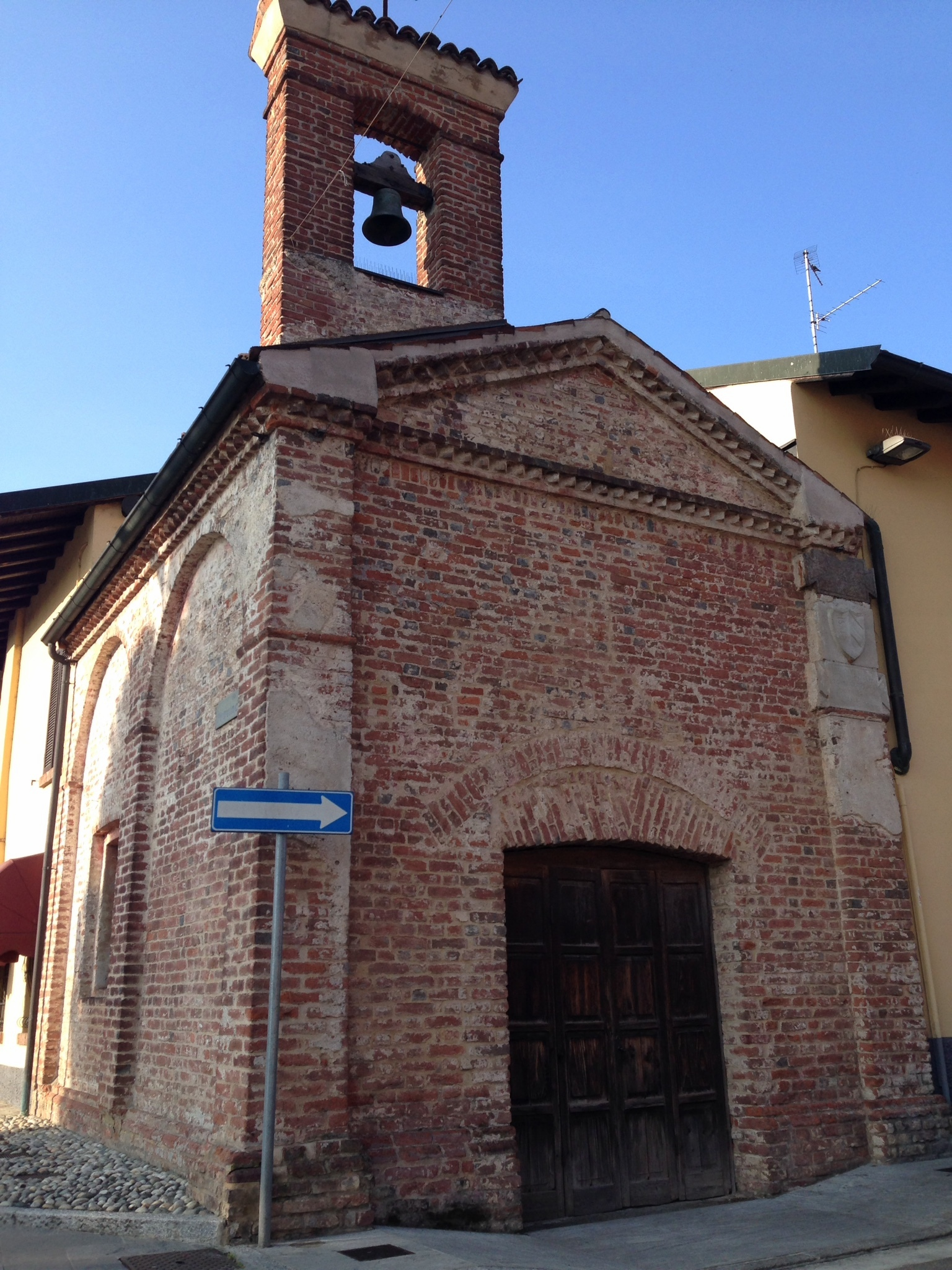
Oratorio di San Galdino

#### Oratorio di San Galdino
Eretto nel 1518 per volontà della famiglia de Salio/Sala. All'interno sono presenti degli straordinari affreschi del XVI secolo di scuola Leonardesca, con alcuni rimandi alla pittura di Zenale. L'autore è stato recentemente identificato come un giovanissimo Cesare Magni, per via dello scudo della casata Sala-Magni presente nella volta della chiesa. Cesare Magni era stato fino al 1515 in bottega con Fermo Tizzoni da Caravaggio, a sua volta in ottime relazioni con Nicola Mangone da Caravaggio, detto il Moietta, autore degli straordinai affreschi al convento dell'Annunciata nella vicina Abbiategrasso (1519). I restauri hanno confermato che lo scudo recante il blasone suddiviso a metà, contenente in un lato lo stemma della casata Sala e nell'altro lo stemma della ricca famiglia dei Magni, della quale Cesare era un esponente, presenta alcun segno di ridipintura, ed è pertanto rimasto uguale sin dalla fine della campagna di decorazione successiva al termine della costruzione della cappella nel 1518. Il ciclo di affreschi presenta una teoria di Santi ed un Padre Eterno suddivisi da colonne ad tronchonos di sapore bramantesco ed una volta che ricorda la Sala delle Asse di Leonardo da Vinci al Castello Sforzesco di Milano, con una serie di racemi intrecciati.

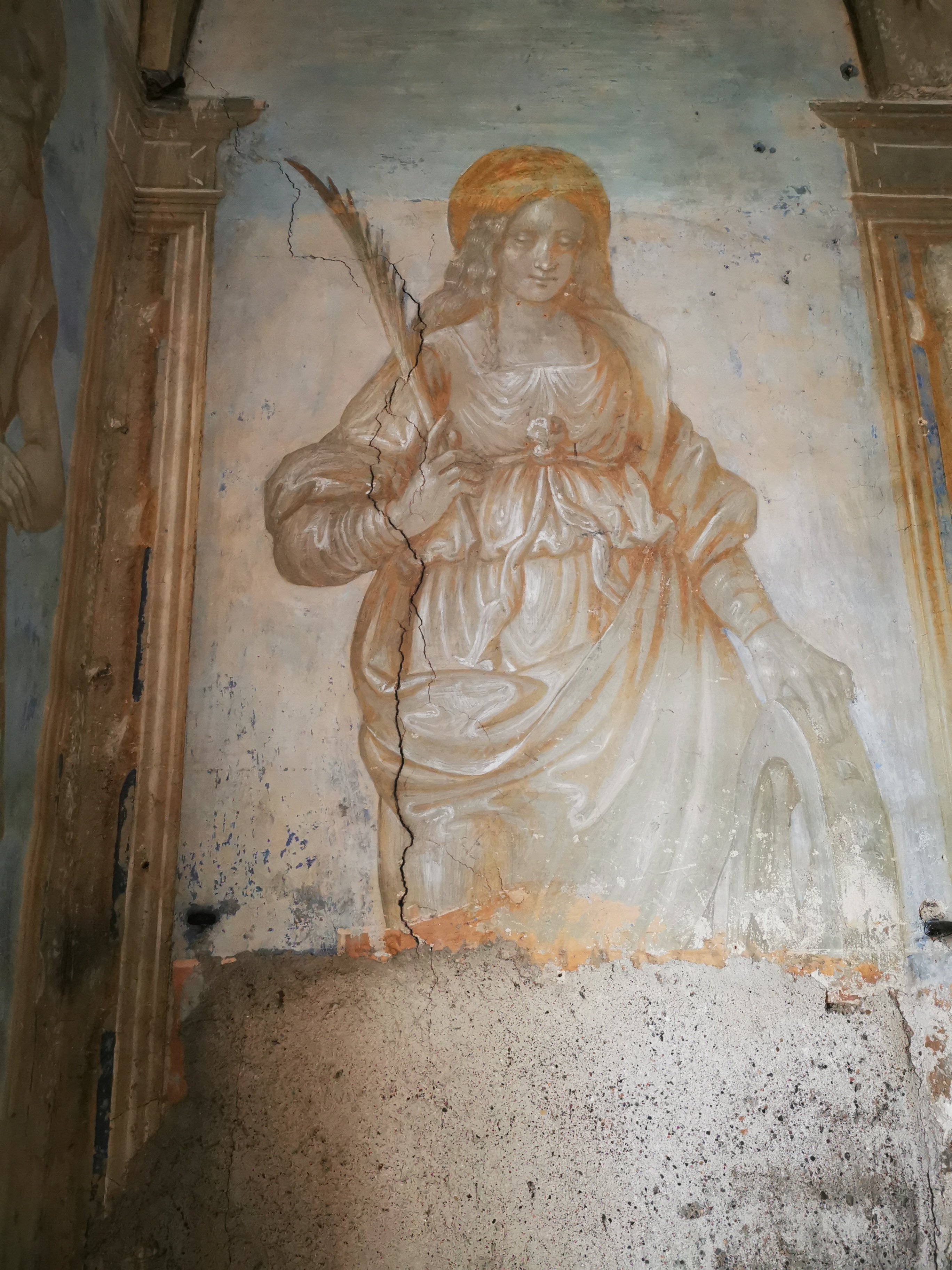
Santa Caterina d’Alessandria
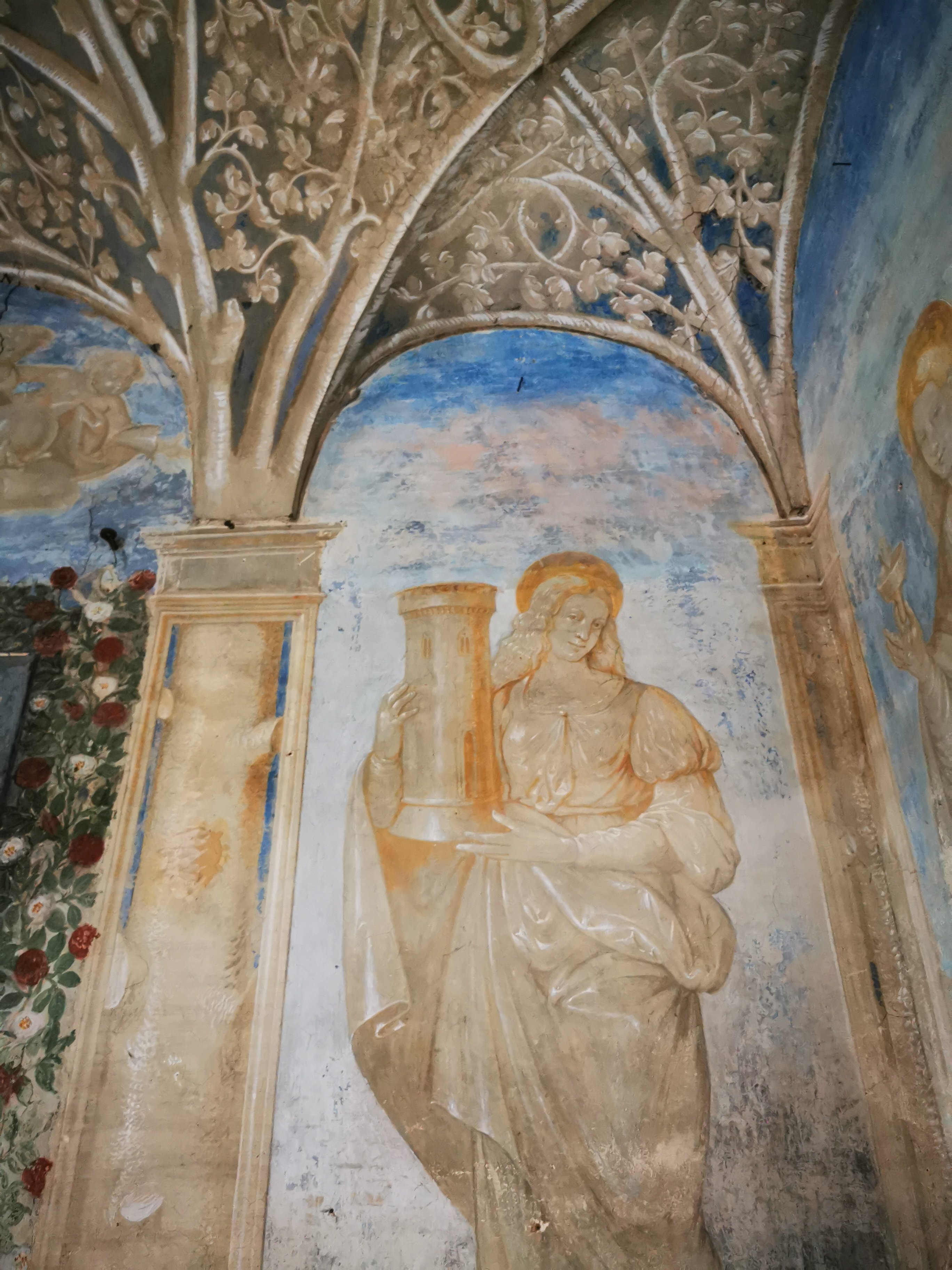
Santa Barbara
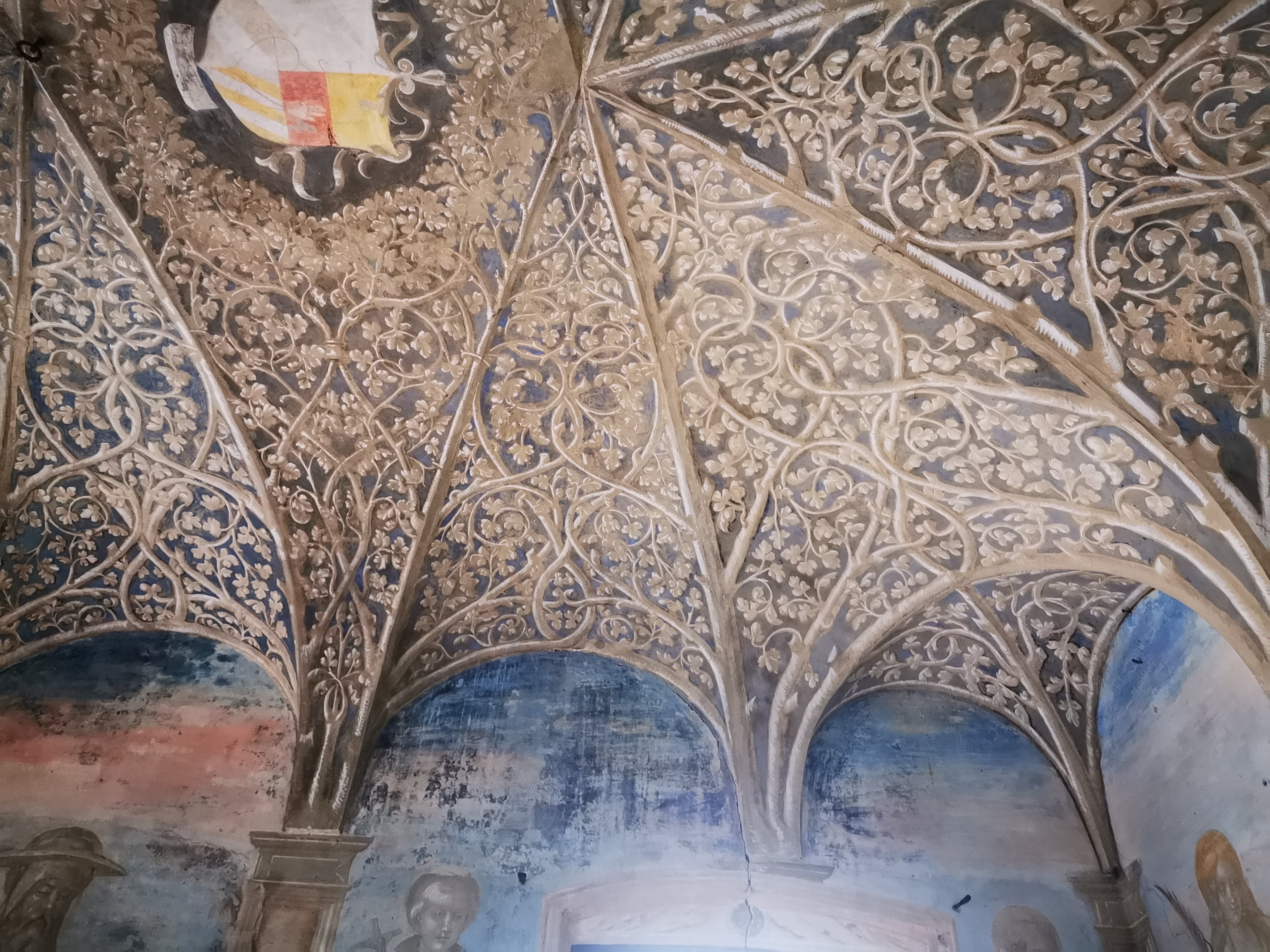
volta a racemi come la Sala delle Asse di Leonardo da Vinci al Castello Sforzesco di Milano. Si noti il blasone dei Sala-Magni.
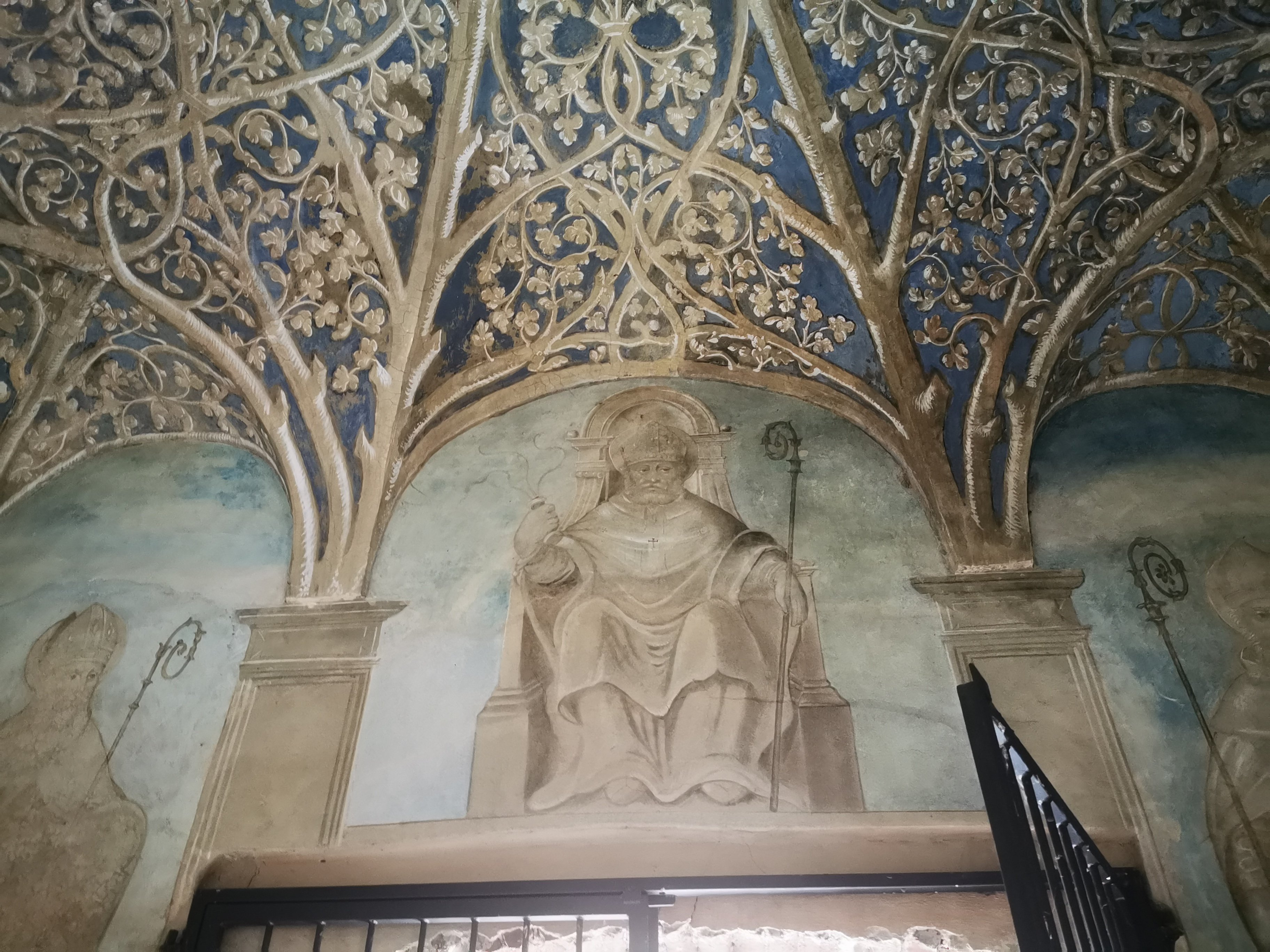
Sant’Ambrogio rappresentato come Dottore della Chiesa
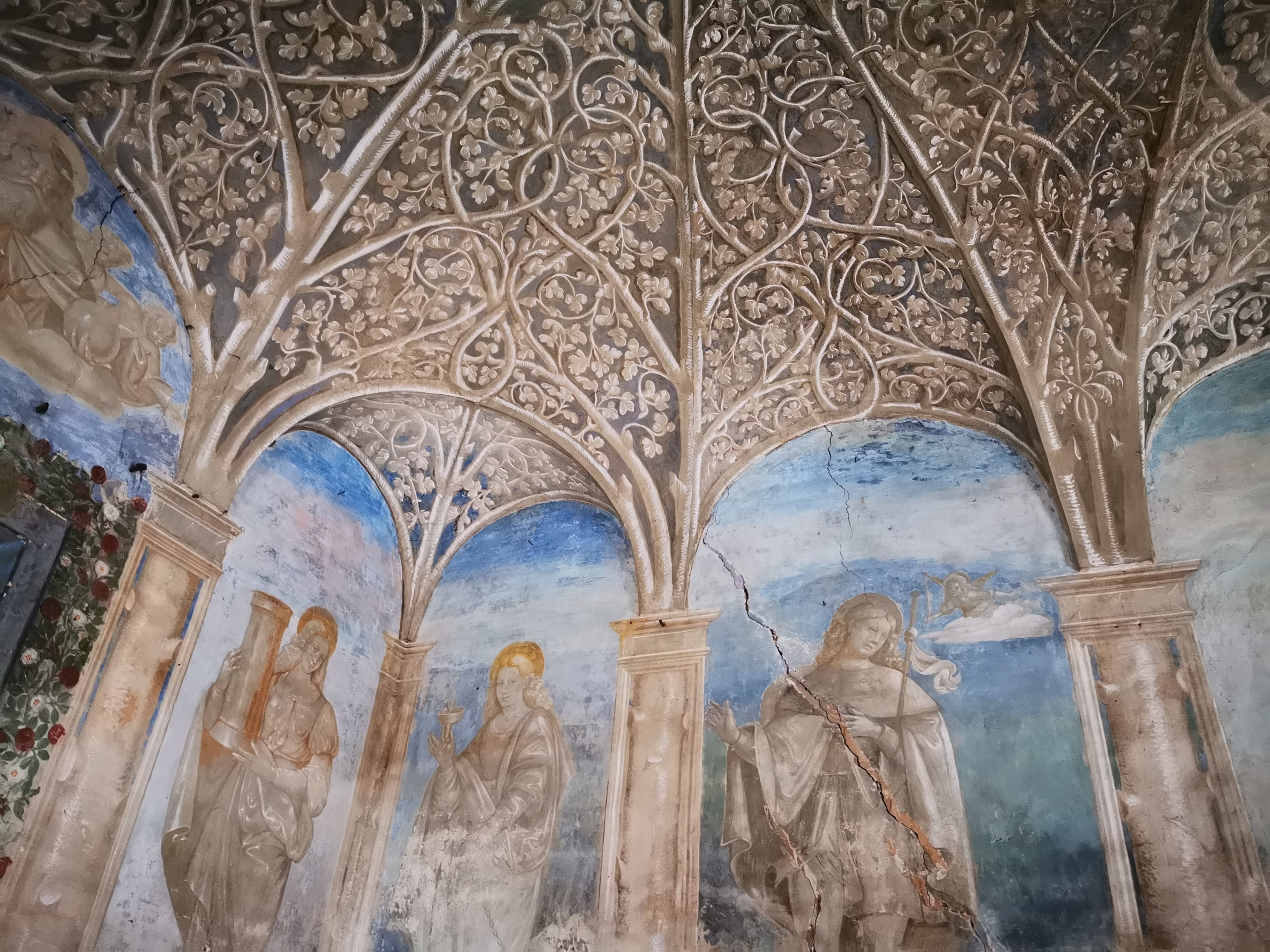
(da sinistra a destra) Santa Barbara, Santa Apollonia e Sant’ Onorio

### Architetture civili

#### Palazzo Confalonieri Semira
Sorto sulle rovine di un antico castello degli Avogadro di Rosate sorge, ora nella centrale piazza Roma, il settecentesco Palazzo Confalonieri Semira. Qui abitò il conte Federico Confalonieri, animatore del Risorgimento italiano e come tale fatto prigioniero poi dagli austriaci nel carcere dello Spielberg.

## Società

### Evoluzione demografica
Abitanti censiti

## Amministrazione
| Periodo | Periodo | Primo cittadino    | Partito              | Carica  | Note |
| ------- | ------- | ------------------ | -------------------- | ------- | ---- |
| 1985    | 1990    | Antonio Cavigliano | Democrazia Cristiana | Sindaco |      |
| 1990    | 1999    | Antonio Respighi   | Democrazia Cristiana | Sindaco |      |
| 1999    | 2009    | Paola Belcuore     | Lista civica         | Sindaco |      |
| 2009    | 2014    | Giancarlo Guerra   | centro-destra        | Sindaco |      |
| 2014    | 2019    | Gabriella Raimondo | Lista civica Oltre   | Sindaco |      |